# 이이노야
이이노야(일본어: 井伊谷)는 시즈오카현 하마마쓰시 하마나구 이나사 정의 지명이다.
에도 시대에 히코네번의 주가가 된 이이씨의 발상지이다. 이이 씨는 후지와라 북가를 본성으로 하여 도토미노카미 후지와라노 도모스케의 양자였던 초대 당주 이이 도모야스를 시초로 한다고 한다.
도토미 국 이나사 군에 속해 있었다. 1889년, 행정구역 개편에 의해 종래의 이이노야 촌과 요코오 촌, 시라이와 촌, 하나히라 촌, 미타케 촌, 돗카 촌(일부)가 합병하여 행정촌으로써의 이이노야 촌이 발족. 이이노야 촌은 1953년, 가나사시 정에 편입, 정제시행과 동시에 이나사 정으로 개칭했다.

## 같이 보기
- 이이씨
- 이이 나오토라
- 이이노야 번
- 이이노야 성
- 이이노야 역